# Marathon van Enschede 1999
De marathon van Enschede 1999 (Twente Marathon 1999) vond plaats op zondag 6 juni 1999 in Enschede. Het was de 30e editie van deze marathon.
De Oekraïner Anatoli Zeroek kwam bij de mannen als eerste over de finish in 2:16.31. De Wit-Russische Halina Karnatevicz won bij de vrouwen in 2:37.35.

## Uitslagen

### Mannen
| rang   | naam                | land | tijd    |
| ------ | ------------------- | ---- | ------- |
| Goud   | Anatoli Zeroek      | UKR  | 2:16.31 |
| Zilver | Charles Tangus      | KEN  | 2:16.44 |
| Brons  | Tekeye Gebrselassie | NED  | 2:16.57 |
| 4      | Abraham Limo        | KEN  | 2:17.14 |
| 5      | Reuben Chebutich    | KEN  | 2:17.30 |
| 6      | David Kemboi        | KEN  | 2:19.28 |
| 7      | Tesfaye Tafa        | ETH  | 2:20.35 |
| 8      | Marco Gielen        | NED  | 2:27.11 |
| 9      | Abdi Djama          | FRA  | 2:28.00 |

### Vrouwen
| rang   | naam               | land | tijd    |
| ------ | ------------------ | ---- | ------- |
| Goud   | Halina Karnatevicz | BLR  | 2:37.35 |
| Zilver | Wioletta Kryza     | POL  | 2:43.57 |
| Brons  | Irina Sklyarenko   | UKR  | 2:50.43 |

1947 ·
1949 ·
1951 ·
1953 ·
1955 ·
1957 ·
1959 ·
1961 ·
1963 ·
1965 ·
1967 ·
1969 ·
1971 ·
1973 ·
1975 ·
1977 ·
1979 ·
1981 ·
1983 ·
1985 ·
1987 ·
1989 ·
1991 ·
1992 ·
1993 ·
1994 ·
1995 ·
1996 ·
1997 ·
1998 ·
1999 ·
2000 ·
2001 ·
2002 ·
2003 ·
2004 ·
2005 ·
2006 ·
2007 ·
2008 ·
2009 ·
2010 ·
2011 ·
2012 ·
2013 ·
2014 ·
2015 ·
2016 ·
2017 ·
2018 ·
2019 ·
2020 · 2021 ·
2022 ·
2023 ·
2024 ·
2025